# Classe Minas Geraes
La classe Minas Geraes ou Minas Gerais dans certaines sources était composée de deux cuirassés construits par la société britannique Armstrong Whitworth pour le compte de la Marine brésilienne (Marinha do Brasil). Les deux navires furent nommés Minas Geraes d'après l'état brésilien et São Paulo en honneur de l'état et de la ville. Ils devaient permettre au Brésil d'accéder au rang de puissance internationale.
En 1904, le Brésil entama un vaste programme de construction navale comprenant trois petits cuirassés de 11 800 t. La conception de ces navires prit deux ans mais les plans furent abandonnés après l'apparition du concept révolutionnaire de Dreadnought qui rendait obsolètes tous les navires antérieurs. Deux modèles de ce type furent commandés par le Brésil qui devenait ainsi le troisième pays à en posséder avant les puissances navales traditionnelles comme la France, l'Allemagne ou la Russie. Bien que de nombreux journaux européens et américains spéculèrent que ces navires allaient être réquisitionnés par l'une des puissances navales dès la fin de leur construction, ils entrèrent en service dans la marine brésilienne en 1910.
Peu après leur livraison, le Minas Geraes et le São Paulo furent impliqués dans la "Révolte du fouet" (Revolta da Chibata) au cours de laquelle les équipages de quatre navires brésiliens demandèrent l'abolition des châtiments corporels. Les mutins se rendirent quatre jours après le commencement de la révolte lorsqu'une loi accorda l'amnistie à tous les marins impliqués. En 1922, les deux cuirassés participèrent à l'écrasement d'une révolte à Fort Copacabana. Deux années plus tard, les lieutenants du São Paulo se mutinèrent mais devant le faible soutien des autres unités militaires, il naviguèrent jusqu'à Montevideo en Uruguay où ils demandèrent l'asile. Le Minas Geraes fut modernisé dans les années 1930 mais les deux navires étaient trop vieux pour pouvoir participer activement à la Seconde Guerre mondiale et furent utilisés pour la défense des ports de Salvador et de Recife. Le São Paulo fut vendu en 1951 à un ferrailleur britannique mais sombra dans une tempête au large des Açores alors qu'il était remorqué vers Gênes. Le Minas Geraes fut vendu à un ferrailleur italien en 1953 et fut démoli à Gênes l'année suivante.

## Contexte
À partir de la fin des années 1880, la marine brésilienne entra dans une phase de déclin causée par la révolution de 1889 qui renversa l'empereur Pierre II et la guerre civile de 1893,,. Dans le même temps les disputes territoriales entre le Chili et l'Argentine concernant le canal Beagle et la Patagonie déclenchèrent une course aux armements navals entre les deux pays qui dura jusqu'en 1902. Sous la médiation britannique, l'Argentine et le Chili acceptèrent de signer un accord naval imposant des restrictions sur leurs flottes et les navires en construction à l'étranger furent vendus. Néanmoins, les disputes territoriales n'étaient pas réglées et les deux pays conservaient de nombreux navires,. Par conséquent, au début du XXe siècle, la flotte brésilienne se retrouvait distancée par les marines argentine et chilienne à la fois en termes de tonnage et de qualité en dépit du fait que la population brésilienne était trois fois plus importante que celle de l'Argentine et cinq fois plus que celle du Chili,.
Dans les années 1900, la hausse de la demande mondiale en café et en caoutchouc augmenta les revenus du Brésil. Simultanément plusieurs Brésiliens influents dont le Baron de Rio Branco cherchaient à faire reconnaitre le statut de puissance internationale du Brésil. Un large plan d'acquisition de navires fut décidé et fut adopté devant le congrès national du Brésil en octobre 1904 mais aucun navire ne fut construit durant deux ans,,.
Deux factions s'opposaient sur le type de navire à commander. L'une privilégiait une flotte centrée sur un petit nombre de grands navires alors que l'autre souhaitait une flotte plus large composée de navires plus petits. Cette dernière avait initialement l'avantage et une loi autorisa trois petits cuirassés, trois croiseurs cuirassés, six destroyers, douze torpilleurs, trois sous-marins et deux monitors fluviaux,. Bien que les croiseurs cuirassés aient été annulés pour raisons budgétaires, le ministre de la marine, l'amiral Júlio César de Noronha, signa un contrat avec la société britannique Armstrong Whitworth pour trois cuirassés le 23 juillet 1906. Alors que les premiers dessins de ces navires étaient dérivés de celui des navires de défense côtiers norvégiens HNoMS Norge et de celui des cuirassés britanniques (initialement chiliens) de la classe Swiftsure, les navires furent finalement construits selon le dessin 439 d'Armstrong Whitworth (dessin 188 dans les dossiers de Vickers). Ces derniers devaient déplacer 12 000 t, avoir une vitesse de 35 km/h et être protégés par une ceinture principale de 230 mm d'épaisseur et un pont de 38 mm. Chaque navire devait être armé avec douze canons de 250 mm montés en six tourelles doubles. Celles-ci devaient être disposées en une configuration hexagonale similaire à celle de la classe allemande classe Nassau ultérieure.

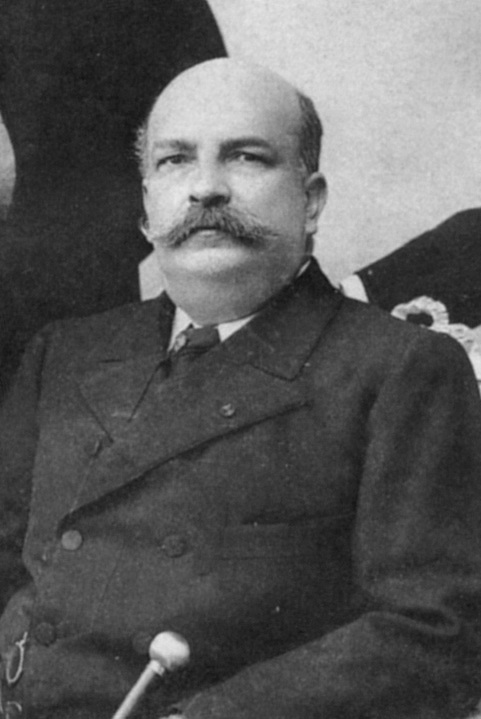
José Paranhos, Baron de Rio Branco, vers 1898

Alarmé, l'ambassadeur américain au Brésil envoya un câblogramme au Département d'État en septembre 1906 dans lequel il s'inquiétait des conséquences d'une course aux armements qui pourrait déstabiliser la région. Au même moment, le gouvernement américain de Théodore Roosevelt tenta d'exercer des pressions diplomatiques sur les Brésiliens pour qu'ils annulent leur programme naval mais le baron de Rio Branco fit remarquer que les demandes américaines rendraient le Brésil aussi impuissant que Cuba sous suzeraineté américaine. Le président brésilien, Afonso Pena, soutint les acquisitions navales dans un discours au congrès brésilien en novembre 1906 qui étaient, selon lui, nécessaires pour remplacer les navires vieillissants et obsolètes de la marine actuelle.

## Appel d'offres et construction
Le dessin 439 fut modifié avant le début de la construction des navires, le déplacement passa à 14 564 t et le navire fut légèrement allongé et élargi. Deux de ces navires furent construits par Armstrong à Elswick (Minas Geraes et Rio de Janeiro) tandis que l'autre fut sous-traité à Vickers à Barrow (São Paulo). Cependant le concept de dreadnought, introduit par le HMS Dreadnought lancé en décembre 1906, révolutionna la construction navale et rendit obsolète tous les navires antérieurs dont les cuirassés brésiliens. Le passage à quelques grands navires fut finalisé avec la nomination du contre-amiral Alexandrino Fario de Alencar au puissant poste de ministre à la marine. L'argent du plan naval fut redirigé par de Alencar pour construire deux dreadnoughts avec des plans pour un troisième après le lancement du premier, deux croiseurs légers (qui devinrent la classe Bahia), dix destroyers (la classe Pará) et trois sous-marins,. Les trois cuirassés dont la construction venait juste de commencer furent démolis à partir du 7 janvier 1907.

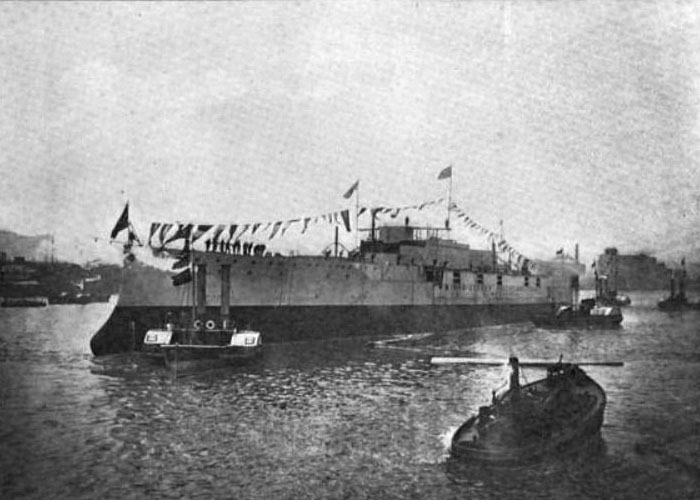
Le Minas Geraes juste après son lancement ; il pesait plus de 9100 t à ce moment.

Un nouveau dessin incorporant les dernières technologies du dreadnought fut réalisé par J.R. Perret à la tête de l'Elswick Ordnance Company et fut approuvé par le gouvernement brésilien le 20 février 1907,. L'Argentine et le Chili annulèrent immédiatement l'accord naval de 1902 qui avait mis fin à leur course aux armements navals et les deux planifièrent une expansion de leur flotte même si celle du Chili fut retardée par une dépression économique en 1907 et un important tremblement de terre l'année suivante.
La quille du Minas Geraes fut posée par Armstrong le 17 avril 1907 tandis que celle de son sister-ship, le São Paulo eut lieu treize jours plus tard par Vickers. La construction de la coque du Minas Geraes fut retardée par une grève de quatre mois et son lancement eut lieu le 10 septembre 1908 et le São Paulo suivit le 19 avril 1909,,,,. Les deux cuirassés furent baptisés par l'épouse de Francisco Régis de Oliveira, l'ambassadeur brésilien au Royaume-Uni en présence de larges foules,. Après de multiples essais de vitesse, d'endurance, d'efficacité et d'armement,, le Minas Geraes fut complété et transféré au Brésil le 5 janvier 1910. Le São Paulo suivit en juillet après ses propres essais,. La construction du troisième dreadnought, qui aurait été nommé Rio de Janeiro et était prévu dans le contrat original, commença le 16 mars mais du fait d'innovations dans la technologie navale (en particulier l'apparition de super-dreadnoughts avec la classe Orion britannique), le gouvernement brésilien l'annula le 7 mai et demanda à Armstrong de concevoir un nouveau dessin.
À ce moment le concept de dreadnought n'était pas encore complètement achevé en dépit du succès du HMS Dreadnought ; par exemple, la disposition superposée des tourelles du Minas Geraes qui n'avait pas été utilisée sur le cuirassé britannique mais l'avait été sur la classe classe South Carolina américaine était problématique car le souffle des canons pouvait endommager la tourelle inférieure et blesser l'équipage,. Ces inquiétudes furent cependant apaisées par les essais de tir qui ne montrèrent aucun problème.

## Réaction internationale

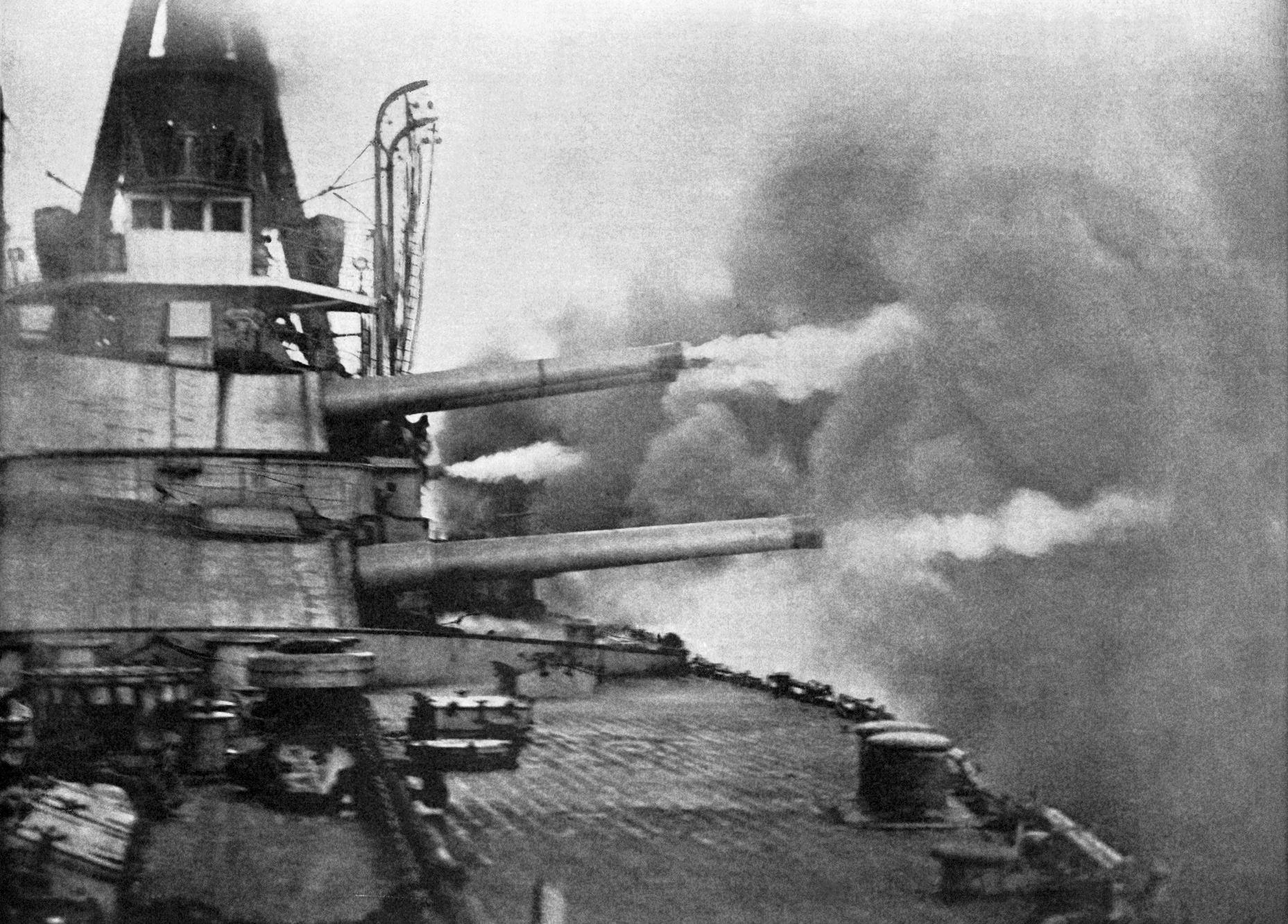
Le Minas Geraes réalisant des essais d'artillerie. Le navire disposait de la plus puissante bordée au monde.

Le début de la construction du Minas Geraes signifiait que le Brésil devenait le troisième pays, après le Royaume-Uni et les États-Unis mais avant les autres puissances navales majeures comme la France, l'Allemagne, la Russie et le Japon, à avoir un dreadnought en cours de construction,.
La commande des dreadnoughts fit l'effet d'un coup de tonnerre aux États-Unis et en Europe ; D'après les mots de la Navy League Annual britannique, elle "stupéfia le monde maritime". Le New York Times américain publia un article sur le lancement du Minas Geraes commençant par "Ce qui est, du moins sur le papier, le plus puissant navire de guerre jamais construit pour n'importe quelle marine..." tandis que le Scientific American présentait le Minas Geraes comme la "dernière avancée dans le dessin des grands cuirassés et le... navire le plus puissamment armé". Certaines publications, comme l'Advocate of Peace américain, critiquaient l'achat des dreadnoughts pour leur cout, l'appelant une "politique navale pompeuse et prétentieuse apparemment destinée à satisfaire une simple fierté nationale" et "[gâcher] de l'argent dans des navires de guerre inutiles alors que de l'argent étranger a dû être emprunté pour réaliser des aménagements à Rio de Janeiro est une politique lamentable".
La Chambre des communes britannique débattit d'un possible achat des cuirassés en mars 1908 pour renforcer la Royal Navy et s'assurer qu'ils ne seraient pas vendus à une puissance rivale. Le sujet revient sur le devant de la scène en juillet et en septembre lorsqu'Arthur Lee exprima son inconfort concernant les possibles cessions des navires brésiliens car toute vente pouvait déséquilibrer la "loi des deux puissances",. L'International Marine Engineering analysa les effets d'une vente au Japon et établit que la puissance totale de la bordée japonaise serait accrue de 31,6 % et avança que les seuls navires capables de rivaliser avec le Minas Geraes dans un futur proche seraient les cuirassés américains de la classe Delaware et ceux allemands de la classe Nassau.
Les journaux du monde entier spéculaient que le Brésil servait d'intermédiaire à une autre puissance navale qui prendrait possession des deux dreadnoughts à la fin de leur construction car ils ne croyaient pas qu'une puissance mineure comme le Brésil pouvait souhaiter un armement aussi puissant,. De manière générale, les journaux britanniques spéculaient que les Allemands, les Japonais ou les Américains étaient les véritables commanditaires des navires tandis que les experts allemands considéraient que les Britanniques et les Japonais allaient s'en emparer,,. De l'autre côté de l'Atlantique, certains journaux américains supposaient que les navires seraient vendus au Royaume-Uni, à l'Allemagne ou au Japon,,. Le The New York Times remarqua :

« La rumeur est que les trois navires ... commandés [en Grande-Bretagne] deux plus tôt ne seraient lancés des côtes britanniques que pour arborer le pavillon allemand. Il est avancé que ces navires, nommés Sao Paulo, the Minas Geras [sic] et le Rio de Janeiro, dont la construction devrait se terminer l'automne prochain, seraient cédés au gouvernement allemand pour la somme de 30 000 000 $. Il faut rappeler que lorsque les commandes furent passées pour ces navires [...], il y avait de nombreuses spéculations sur le destin des navires car aucun expert naval ne pouvait comprendre qu'une puissance secondaire comme le Brésil avait besoin de machines de guerre aussi puissantes qui représentaient le summum des technologies maritimes. Dans le même temps, il avait été rapporté que ces navires étaient construits pour le gouvernement japonais, qui avait un accord secret avec le Brésil. Mais cette théorie fut rapidement abandonnée du fait que les relations entre les deux pays n'étaient pas très cordiales en particulier du fait de l'attitude brésilienne envers l'immigration de travailleurs japonais. Il était par conséquent semi-officiellement entendu que les navires ne seraient pas lancés à moins qu'il n'arborent le pavillon britannique mais l'argent pour un tel achat ne pouvait être obtenu que par un emprunt ou par le fonds d'amortissement de l'Amirauté. »

— ("Germany mai Buy English Warships," The New York Times, 9 aout 1908, C8.)
En dépit de ces spéculations, les États-Unis commencèrent rapidement à courtiser le Brésil pour en faire un allié et les journaux américains commencèrent à employer des expressions comme "Pan-américanisme" et "Coopération Hémisphérique".
En Amérique du Sud, la commande des navires fut un choc violent qui relança la course aux armements entre le Brésil, l'Argentine et le Chili. Le traité de 1902 entre ces deux derniers fut annulé dès l'annonce de la commande pour que chacun puisse acquérir ses propres dreadnoughts. L'Argentine en particulier était alarmée de la puissance des navires. Le ministre des affaires étrangères argentin, Manuel aouto Montes de Orca avança que le Minas Geraes ou São Paulo pouvaient à eux seuls détruire l'ensemble des flottes chiliennes et argentines. Cela était probablement excessif mais ces navires étaient bien plus puissants que n'importe quel navire de la flotte argentine. Par conséquent, les Argentins répondirent rapidement en commandant deux cuirassés aux États-Unis, la classe Rivadavia et le Chili fit de même avec deux navires de la classe Almirante Latorre au Royaume-Uni.

## Navires
| Navire       | Constructeur                             | Pose de la quille | Lancement         | Achèvement   | Destin                                                           |
| ------------ | ---------------------------------------- | ----------------- | ----------------- | ------------ | ---------------------------------------------------------------- |
| Minas Geraes | Armstrong Whitworth, Newcastle upon Tyne | 17 avril 1907     | 10 septembre 1908 | janvier 1910 | Démoli dans les années 1950                                      |
| São Paulo    | Vickers, Barrow                          | 30 avril 1907     | 19 avril 1909     | juillet 1910 | Naufrage sur le chemin du chantier de démolition, septembre 1951 |

## Service
Après leur achèvement, le Minas Geraes et le São Paulo naviguèrent jusqu'au Brésil. Le Minas Geraes quitta Newcastle le 5 février 1910 et se rendit à Plymouth avant d'entamer un voyage vers les États-Unis le 8 février,. Il fut assigné à l'escorte du croiseur cuirassé américain USS North Carolina, rapatriant le corps de l'ambassadeur brésilien aux États-Unis Joaquim Nabuco jusqu'à Rio de Janeiro,,. Ils arrivèrent dans la ville le 17 avril 1910,. Le São Paulo quitta Greenock le 16 septembre 1910 et fit une escale à Cherbourg, en France, pour embarquer le président brésilien Hermes da Fonseca,. Après son départ le 27, le São Paulo se rendit à Lisbonne au Portugal où Fonseca était un invité du roi Manuel II. Peu après leur arrivée, la révolution du 5 octobre 1910 commença. Bien que le président ait offert l'asile politique au roi et à sa famille, l'offre fut refusée. Il y eut une rumeur selon laquelle le roi était à bord et les révolutionnaires tentèrent d'inspecter le navire mais cela leur fut refusé. Ils demandèrent également au Brésil de faire descendre des marins "pour aider au maintien de l'ordre" mais cette demande fut également rejetée. Le São Paulo quitta Lisbonne le 7 octobre et appareilla pour Rio de Janeiro, où il arriva le 25 octobre.

### Révolte du fouet

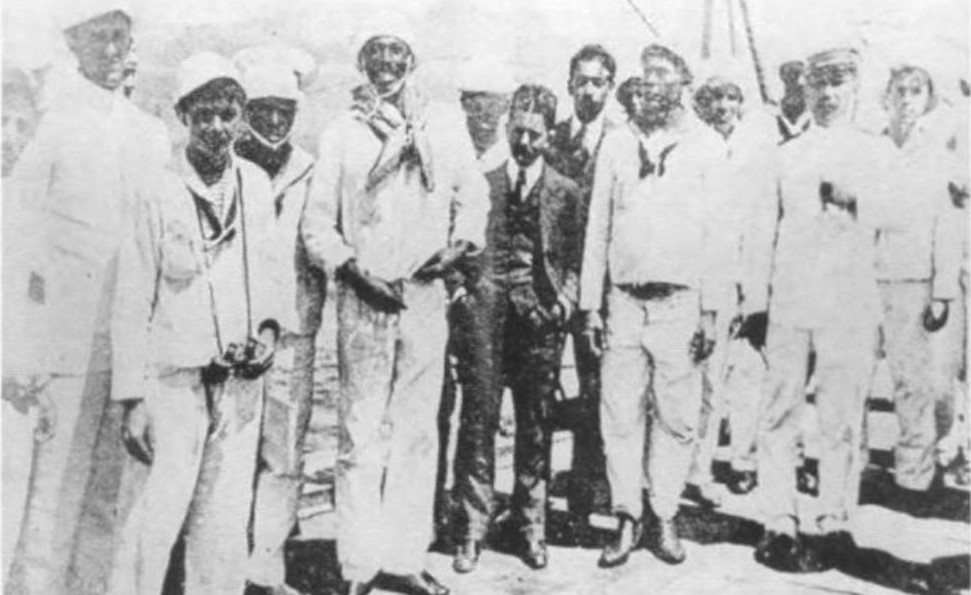
João Cândido Felisberto avec des journalistes, des officiers et des marins à bord du Minas Geraes le 26 novembre 1910, le dernier jour de la révolte du fouet.

Peu après l'arrivée du São Paulo, une importante mutinerie connue sous le nom de Révolte du fouet ou Revolta da Chibata éclata sur quatre des nouveaux navires de la flotte brésilienne. L'étincelle initiale eut lieu le 16 novembre 1910 lorsque le marin afro-brésilien Marcelino Rodrigues Menezes reçut 250 coups de fouet pour insubordination. De nombreux marins afro-brésiliens étaient les fils d'anciens esclaves ou étaient des anciens esclaves affranchis par la loi d'abolition mais qui avaient été obligés d'entrer dans l'armée. Ils avaient réfléchi à la possibilité d'une révolte et Menezes joua le rôle de catalyseur. D'autres préparatifs étaient nécessaires et la mutinerie fut repoussée au 22 novembre. Les équipages du Minas Geraes, du São Paulo, du cuirassé Deodoro âgé de douze ans et du nouveau croiseur Bahia s'emparèrent de leurs navires avec un minimum de violence : deux officiers du Minas Geraes et un sur le São Paulo et le Bahia furent tués.
Les navires étaient bien pourvus en munitions, en provisions et en charbon et la seule demande des mutins menés par João Cândido Felisberto était l'abolition de l'"esclavage pratiqué au sein de la marine brésilienne". Ils s'opposaient aux faibles salaires, aux longues heures de travail, à l'entrainement inadéquat des marins novices et aux punitions dont le bôlo (être frappé sur la main avec une canne) et l'utilisation de fouets (chibata), qui finit par symboliser la révolte. Le 23, le congrès brésilien avait commencé à étudier la possibilité d'une amnistie générale pour les marins. Le sénateur Ruy Barbosa, un opposant de longue date à l'esclavage rassembla un large soutien populaire et la mesure fut adoptée à l'unanimité au Sénat le 24 novembre. La mesure fut ensuite présentée devant la Chambre des députés.
Humiliés par la mutinerie, les officiers maritimes et le président du Brésil étaient farouchement opposés à l'amnistie et ils commencèrent à planifier un assaut sur les navires rebelles. Les officiers considéraient qu'une telle action était nécessaire pour restaurer l'honneur de la marine. Dans la soirée du 24, le président ordonna l'attaque des mutins. Les officiers appareillèrent quelques navires de guerre plus petits et le croiseur Rio Grande do Sul, le sister-ship du Bahia avec dix canons de 120 mm. Ils planifièrent une attaque au matin du 25 lorsque le gouvernement s'attendait à ce que les mutins se rendent dans la baie de Guanabara. Cependant, les mutins ne vinrent pas dans la baie et lorsque la mesure d'amnistie fut adoptée par la Chambre, l'ordre fut annulé. Le président signa la loi et les mutins se rendirent le 26.
Durant la révolte, de nombreux observateurs remarquèrent que les navires étaient bien manœuvrés malgré une croyance antérieure selon laquelle la marine brésilienne était incapable d'opérer efficacement ses navires avant même le début de la mutinerie. João Cândido Felisberto ordonna que tous les alcools soient jetés par-dessus bord et la discipline fut jugée exemplaire. Les canons de 120 mm furent utilisés pour envoyer des obus au-dessus de la ville mais les canons de 305 mm ne furent pas utilisés ce qui laissa les officiers penser que les rebelles étaient incapables d'utiliser ces armes. Des recherches et des entretiens ultérieurs indiquèrent que les canons du Minas Geraes étaient pleinement opérationnels tandis que les tourelles du São Paulo ne pouvaient pas tourner du fait de la contamination du système hydraulique par du sel. Cependant les historiens n'ont jamais pu savoir dans quelle mesure les mutins pouvaient manœuvrer les navires,.

### Fin de carrière
Trois ans après la mutinerie, le Minas Geraes fut utilisé pour transporter le ministre des affaires étrangères brésilien Lauro Müller aux États-Unis,,. Il repartit le 16 juillet et arriva à Rio de Janeiro le 16 aout. En septembre, le Minas Geraes et le São Paulo participèrent à un important exercice militaire avec une grande partie de la marine brésilienne. Le besoin de systèmes de contrôle de tir modernes fut identifié dès la fin de l'année 1913 mais aucune action ne fut prise,. Lorsque le Brésil entra dans la Première Guerre mondiale en 1917, les deux cuirassés furent proposés à la Grande-Bretagne pour renforcer la Grand Fleet mais les Britanniques refusèrent du fait du mauvais état des navires. Ils n'avaient pas été modernisés depuis leur entrée en service et la maintenance avait été négligée ; pour illustrer le problème lorsque le Brésil envoya le São Paulo aux États-Unis pour une modernisation en juin 1918, quatorze des dix-huit chaudières qui propulsaient le navire tombèrent en panne. Le navire arriva à New York grâce à l'assistance du cuirassé américain USS Nebraska et du croiseur USS Raleigh (en). Le Minas Geraes partit également aux États-Unis après le retour de son sister-ship et la modernisation dura du 1er septembre 1920 au 1er octobre 1921,.

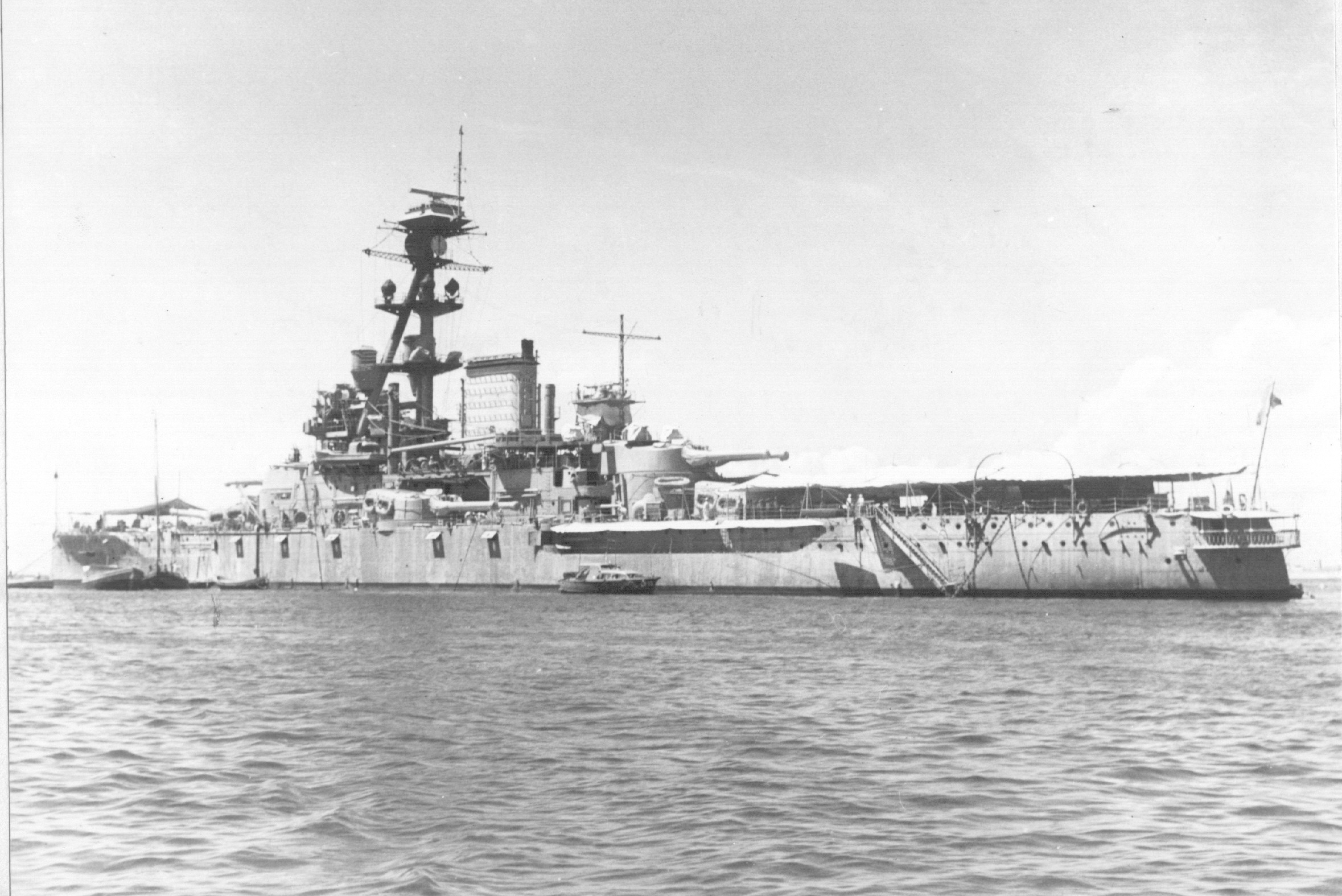
Le Minas Geraes après sa modernisation des années 1930, possiblement durant la Seconde Guerre mondiale

Le São Paulo réalisa deux voyages en Europe en 1920. Au cours du premier, il transporta le roi Albert Ier de Belgique et la reine Élisabeth au Brésil pour les célébrations du centenaire de l'indépendance. Après les avoir rapatrié dans leurs pays respectifs, le São Paulo se rendit au Portugal pour ramener les corps de l'ancien empereur exilé Pierre II et de sa femme Thérèse-Christine au Brésil,. En juillet 1922, les deux cuirassés aidèrent à la répression de la première des révoltes des tenentes (Revolução Tenentista) au cours de laquelle la garnison du Fort Copacabana de Rio de Janeiro se mutina et commença à bombarder la ville. Le São Paulo bombarda le fort et les rebelles se rendirent peu après ; le Minas Geraes était présent mais ne tira pas,,,. En 1924, trois lieutenants prirent le contrôle du São Paulo avec d'autres membres d'équipage. Ils ne parvinrent pas à entrainer d'autres navires dans la mutinerie à l'exception d'un vieux torpilleur et quittèrent rapidement le port après avoir tiré plusieurs obus de petit calibre sur le Minas Geraes. À court de provisions et avec les condenseurs en mauvais état, les rebelles naviguèrent vers Montevideo où l'Uruguay leur accorda l'asile. Le Minas Geraes qui poursuivait le São Paulo, arriva le 11 novembre et reprit possession du navire.
Le Minas Geraes fut modernisé au chantier naval de Rio de Janeiro de juin 1931 à 1938 tandis que le São Paulo mena une force navale qui brisa le blocus naval de Santos durant la révolution constitutionnaliste de 1932. Le Brésil réfléchit à la possibilité de moderniser le São Paulo, sa vitesse maximale n'était plus que de 19 km/h au lieu des 39 km/h prévus mais cela fut jugé trop couteux. Peu après l'entrée du Brésil dans la Seconde Guerre mondiale le 21 aout 1942, le São Paulo fut envoyé à Recife le 23 aout pour défendre le port en tant que batterie flottante ; le Minas Geraes joua un rôle similaire à Salvador,,. Même avec sa modernisation, le Minas Geraes était simplement trop vieux et vulnérable pour pouvoir participer activement aux opérations militaires.
Les deux navires furent désaffectés après la guerre, le São Paulo le 2 aout 1947 et le Minas Geraes le 31 décembre 1952,. Le premier fut vendu à un ferrailleur britannique et fut remorqué de Rio de Janeiro le 20 septembre 1951. Alors qu'il se trouvait au nord des Açores, une violente tempête cassa le câble de remorquage. Malgré de multiples recherches réalisées par des appareils américains et britanniques, le navire ne fut jamais retrouvé,. Le Minas Geraes fut vendu à une société italienne en 1953 et fut remorqué jusqu'à Gênes entre le 11 mars 1954 et le 22 avril,,.

## Spécifications

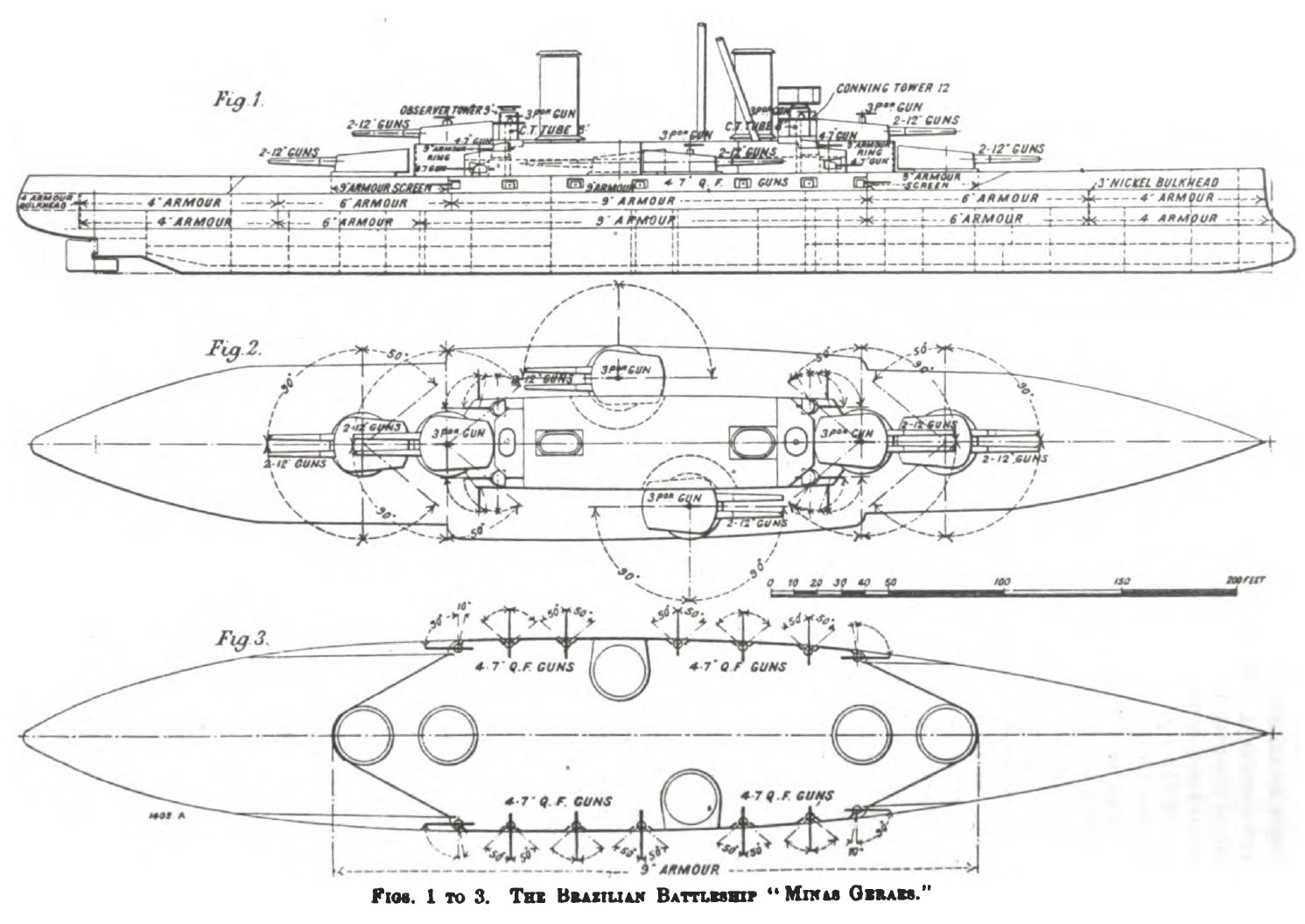
Plans de la classe Minas Geraes montrant les valeurs du blindage (fig. 1) et les rayons d'action théorique de l'artillerie principale et secondaire (fig. 2 et 3), tiré du Journal of the United States Artillery (1910)

Les deux navires de la classe Minas Geraes avaient une longueur hors-tout de 166 m, de 160 m au niveau de la ligne de flottaison et une longueur entre perpendiculaires de 150 m. Le maître-bau était de 25 m et le tirant d'eau variait de 7,6 à 8,5 m. Le navire avait un déplacement standard de 19 281 t et de 21 200 t à pleine charge. Au début de leur carrière, les navires étaient manœuvrés par environ 900 marins.
Le Minas Geraes et le São Paulo étaient initialement armés de douze canons de 305 mm/45 disposés en six tourelles doubles, de vingt-deux de 120 mm/50 et de huit de 47 mm. Deux tourelles étaient montées de manière superposées à l'avant et à l'arrière du navire tandis que deux autres étaient placées en échelon. Les canons de 120 mm étaient placés dans des casemates sur les flancs du navire.
La propulsion des deux navires était assurée par des machines à vapeur à triple expansion fabriqués par Vickers au lieu des turbines à vapeur utilisées sur les dreadnoughts contemporains. Dix-huit chaudières fournissaient de la vapeur aux moteurs qui entrainaient deux hélices à trois pales avec une puissance de 23 500 hp. Les cuirassés étaient conçus pour atteindre une vitesse maximale de 39 km/h même si celle-ci était rarement atteinte à la fin de leur carrière du fait d'un manque d'entretien et de maintenance. Les navires pouvaient emporter 2 310 t de charbon et 390 t de mazout. Leur rayon d'action initial était à l'origine de 19 000 km à une vitesse de 19 km/h,.
La ceinture principale avait une épaisseur de 230 mm mais celle-ci se réduisait à 150 et 76 mm à chaque extrémité du navire. Les barbettes étaient protégées par 230 mm de blindage tandis que les tourelles étaient lourdement protégées par 300 mm de blindage sur l'avant, 200 mm sur les flancs et 51 à 76 mm. L'épaisseur du pont blindé variait de 51 à 25 mm.

## Les dreadnoughts sud-américains

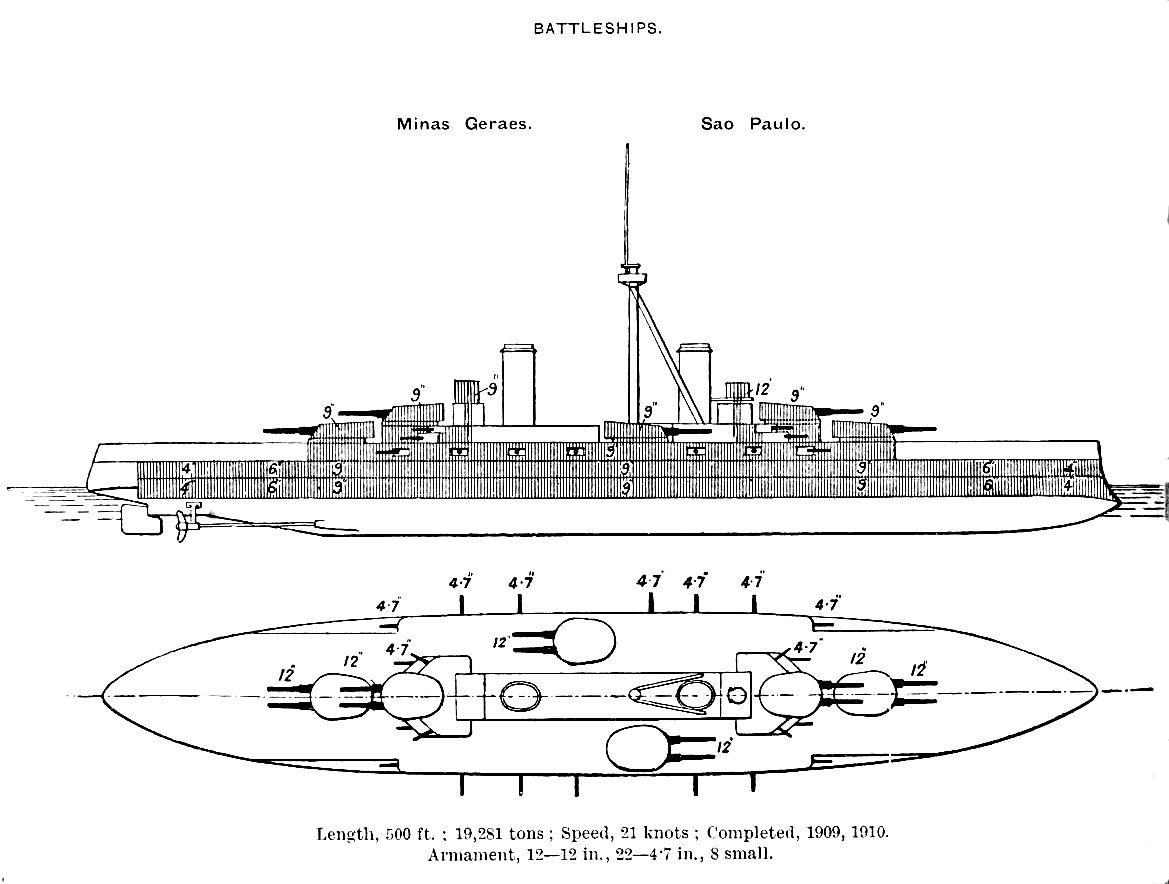
La classe Minas Geraes fut conçue, construite et complétée avant les autres dreadnoughts sud-américains mais les navires étaient plus petits et moins bien armés. Deux autres dreadnoughts, le Rio de Janeiro et le Riachuelo furent planifiés pour corriger cela mais le premier fut vendu à l'Empire ottoman lorsque les finances brésiliennes déclinèrent et le second fut annulé lors du déclenchement de la Première Guerre mondiale[88],[89].
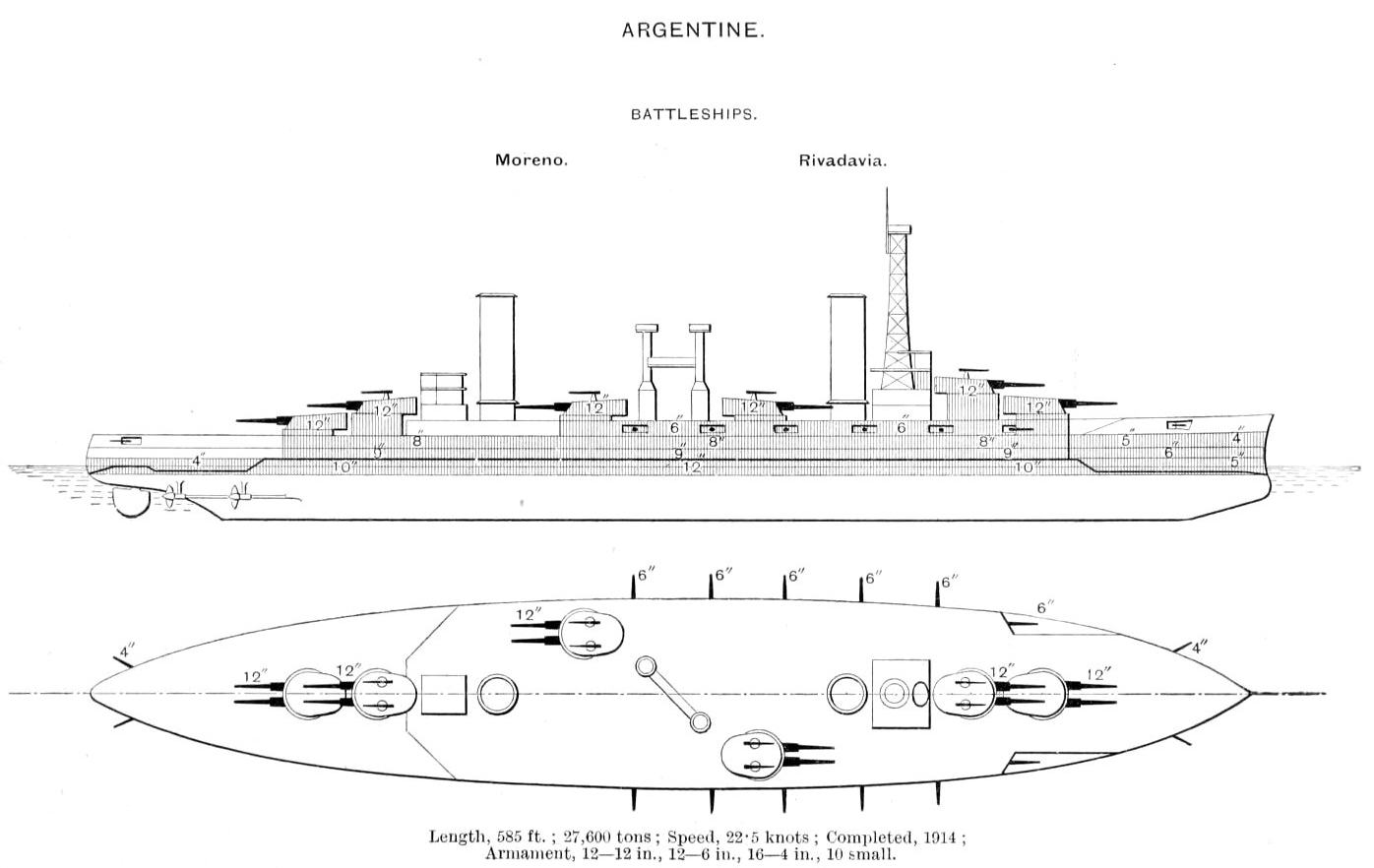
La classe Rivadavia était la seconde classe de dreadnoughts achetée par un pays sud-américain et la seule à ne pas avoir été construite par une société britannique. Commandée en réponse à la classe Minas Geraes, elle était équipée de la même artillerie principale que les navires brésiliens (305 mm) mais les cuirassés argentins étaient bien plus grands et protégés[88],[90],[20].
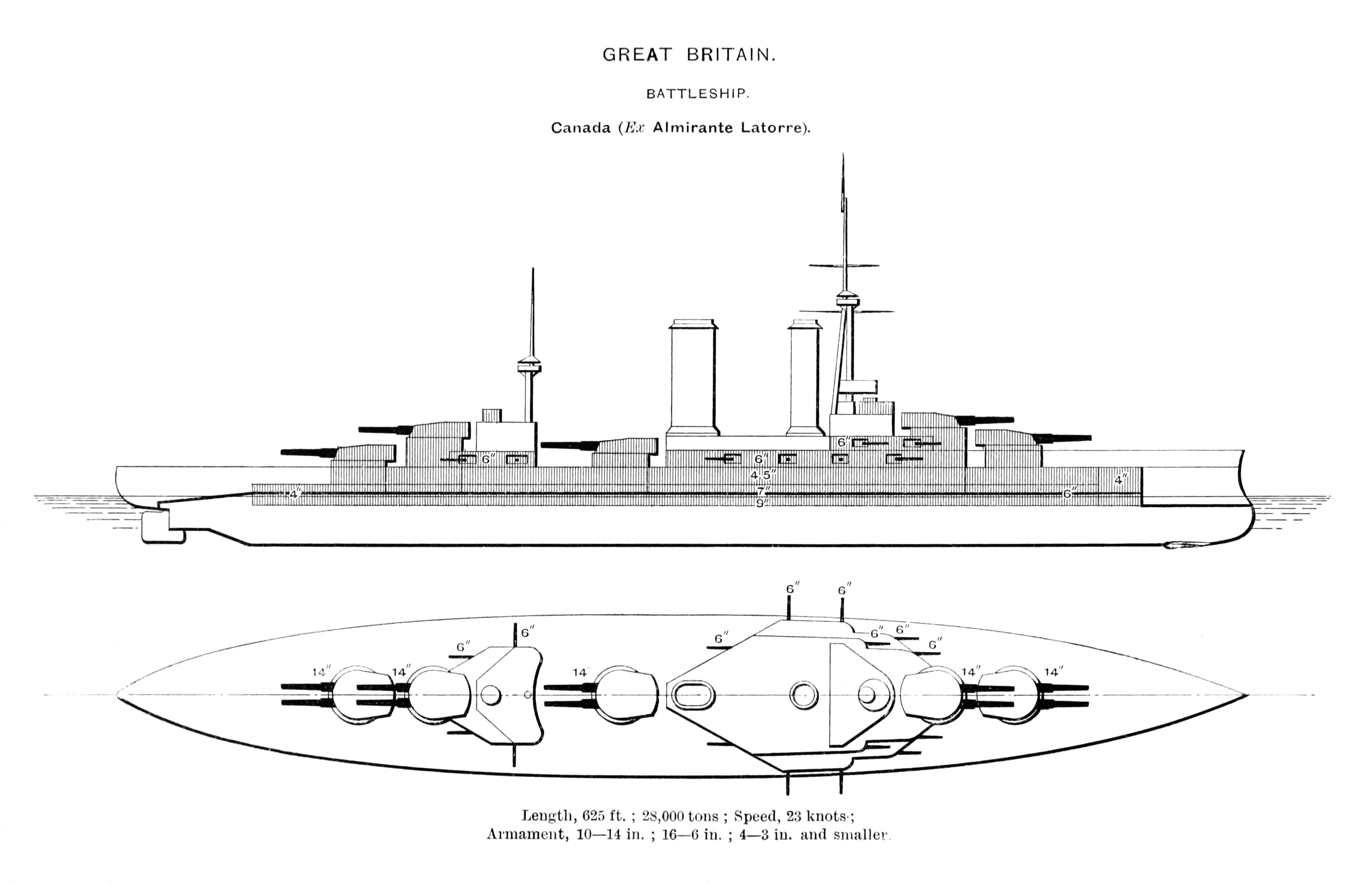
L'Almirante Latorre était le dernier dreadnought sud-américain construit et il était plus grand et mieux armé que ses rivaux. La disposition des cinq tourelles de 356 mm placées au centre du navire plutôt qu'en échelon permettait à la batterie principale de tirer une bordée complète sans endommager le navire[91],[92].